# モンスター上司
『モンスター上司』（原題: Horrible Bosses）は、2011年のアメリカ合衆国のブラックコメディ映画。

## あらすじ
バーに集ったニックとデイル、カートの3人は、上司たちに悩まされていると話し合っているうちに、上司たちを始末するという結論に達した。そこへ、元詐欺師のディーンが現れ、彼らに協力すると名乗りを上げた。かくして、ディーンのアドバイスの元"上司排除計画"が立てられたが、その計画には穴があった。

## キャスト
※括弧内は日本語吹替
- ニック・ヘンドリックス - ジェイソン・ベイトマン（桐本琢也）
- デール・アーバス - チャーリー・デイ（高木渉）
- カート・バックマン - ジェイソン・サダイキス（遠藤純一）
- Dr.ジュリア・ハリス（デールの上司の歯科医） - ジェニファー・アニストン（浅野まゆみ）
- ボビー・ペリット（カートの上司の二代目社長） - コリン・ファレル（岩崎ひろし）
- デビッド・ハーケン（ニックの上司のビジネスマン） - ケヴィン・スペイシー（仲野裕）
- ジャック・ペリット（ボビーの父親のカートの会社社長） - ドナルド・サザーランド（有本欽隆）
- ディーン・'MF'・ジョーンズ（三人に助言する元犯罪者） - ジェイミー・フォックス（志村知幸）
- ステイシー（デールの婚約者） - リンゼイ・スローン（Lynn）
- ケニー・ソマーフィールド（10ドルの仕事を求める同級生） - P・J・バーン（上田燿司）
- 水仕事の男（「水仕事」を募集していた男） - ヨアン・グリフィズ
- ルー・シャーマン - ボブ・ニューハート
- ウィルケンズ - イザイア・ムスタファ
- カーター - ジョン・フランシス・デイリー
- FedEx社員 - メーガン・マークル